# Varvara Dolgorouky
Ekaterina Feodorovna Baryatinskaya-Dolgorukova, née le 29 octobre 1769 et morte le 30 octobre 1849, est une dame de cour et compositrice russe.

## Biographie
Ekaterina Feodorovna Baryatinskaya-Dolgorukova est l'unique enfant du maréchal Feodor Baryatinsky (1742-1814) et de son épouse, la princesse Maria Vasilevna Chovanskaya (morte en 1813). Elle se fait connaître en 1785, à l'âge de 17 ans, lors d'un séjour au palais Anitchkov en tant qu'invitée de Grigori Potemkine, et devient peu après dame d'honneur de l'impératrice. En janvier 1786, elle épouse le prince Vassili Vassilievitch Dolgoroukov (1752-1812), avec qui elle a cinq enfants.
Après leur mariage, le jeune couple s'installe à Saint-Pétersbourg. Ils passent également deux ans à Dresde, puis se rendent à Vienne et à Paris avant de retourner en Russie. Le début de la guerre avec la France y a empêché un autre voyage et elle et trois de ses enfants ont donc passé l'hiver 1804-1805 à Naples. En août 1806, ils s'installent à Vienne avant de retourner en Russie en juillet 1807. Son mari meurt d'apoplexie en 1812, la laissant avec une dette d'un demi-million de roubles. Elle est faite grand-croix de l'ordre de Sainte-Catherine en 1841.